# Francs-tireurs et partisans - Main-d'œuvre immigrée
Les Francs-tireurs et partisans - main-d'œuvre immigrée (couramment appelés FTP-MOI ou F.T.P.-M.O.I.) sont les unités de la résistance intérieure française communiste fondées en avril 1942 pour conduire la guérilla urbaine en France contre l'occupant nazi. Les plus célèbres d'entre eux sont notamment les vingt-trois résistants étrangers du groupe Manouchian-Boczov-Rayman, incluant les dix de l'Affiche rouge dont sept étaient juifs.
Formés par des cadres syndicaux des « groupes de langue » de la Main-d'œuvre immigrée (MOI) à l'initiative de l'Internationale communiste (Komintern) existant avant la guerre, ils sont intégrés en mai 1943 aux Francs-tireurs et partisans (FTP), eux-mêmes fondés aussi en 1942 par le Parti communiste français. Ils sont alors dirigés à Paris par Joseph Epstein et, en région parisienne, par Simon Cukier.

## Historique

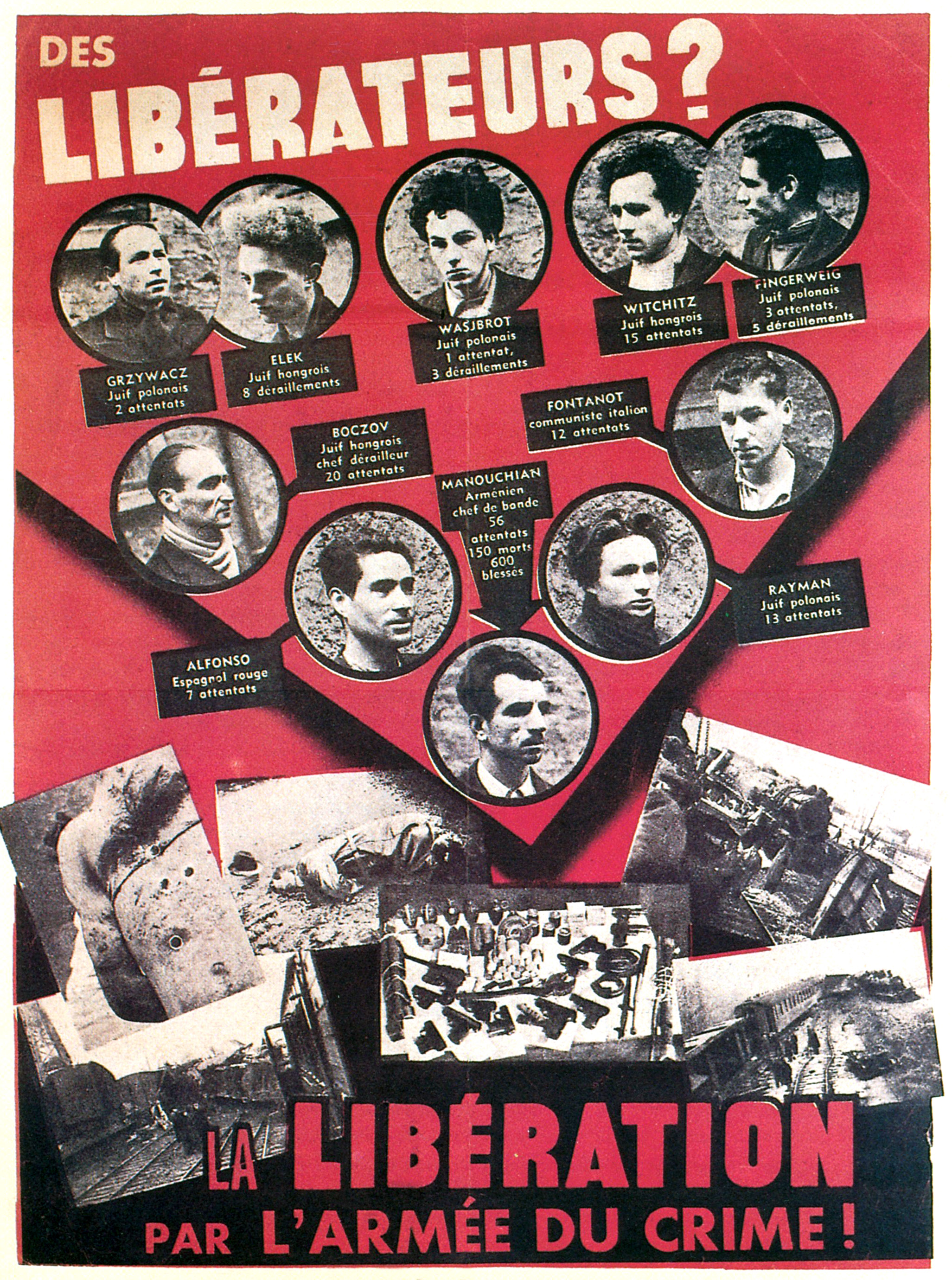
L'Affiche rouge.

Sur les dix de l'Affiche rouge, sept étaient juifs dont quatre étaient des Polonais juifs, l'histoire des FTP-MOI étant liée à celle l'immigration polonaise dans le bassin minier du Nord-Pas-de-Calais, qui a formé un ossature importante aux volontaires des brigades internationales durant la guerre d'Espagne, en particulier via les Bataillons Dombrowski.
La résistance armée fut initiée très tôt en France par de nombreux attentats dès 1940, décrits dans les autobiographies de Roger Pannequin, Albert Ouzoulias, Auguste Lecoeur, Charles Tillon et les ouvrages des historiens Alain Guérin et Pierre Maury, comme la destruction à l'explosif par des mineurs polonais du Pas-de-Calais de véhicules allemands à Vimy, en septembre 1940, celui du 21 août 1941, perpétré sous l'égide de l'Organisation spéciale (OS) ou encore le vol d'une demi-tonne de dynamite aux mines de Dourges en septembre 1941. Des campagnes de propagande, affichages et tracts, veulent renverser la terreur et démoraliser l'occupant, afin de retourner un nombre suffisant de soldats engagés dans la Wehrmacht. L'armement, qui ne cessera de manquer, est fourni par des soldats anti-hitlériens du Comité Allemagne libre pour l’Ouest (CALPO), des cheminots, des mineurs, ou acheté au marché noir avec de l'argent obtenu grâce à l'état major de Joseph Staline[pas clair], voire récupéré lors de braquages[réf. nécessaire].
À l'automne 1940 les rapports de la police allemande, attentive à la région stratégique du bassin minier du Nord-Pas-de-Calais signalent qu'y est publié le premier numéro de Nasz Głos (Notre voix),, par des groupes polonais MOI du Parti communiste français (PCF), sous la rédaction de Józef Spira,, résistant communiste transféré en Pologne fin 1941-début 1942. Puis en septembre 1941 a émergé le premier numéro de Niepodległość (L'Indépendance), rédigé par le même Józef Spira, mais avec l'aide de Maria Kostecka-Wiernik. Son départ en Pologne est comblé dès la fin 1941 par Nasza Walka (Notre Combat), organe à la fois central et régional des sections polonaises du PCF-MOI, avec Jerzy Tepicht, Michał Kot, Roman Kornecki, Eugenia Łozińska et Józef Siwek-Diamand, tous des anciens du quotidien Dziennik, ou Dziennik Ludowy, polytypé à Paris par la direction des sections polonaises de la MOI, sa diffusion fluctuant de 600 à 4 500 exemplaires. Mais assez vite, les résistants préfèrent aux attentats la mise en place discrête de petits groupes armés clandestins, en vue de protéger de façon armée la diffusion de la grande grève patriotique des cent mille mineurs à tout le bassin du Nord-Pas-de Calais, en mai-juin 1941.
Sa répression très sévère, avec plus de 300 déportés et fusillés, plaça les Polonais au premier rang des étrangers arrêtés en France entre juin 1941 et février 1942, dont la plupart dans les deux départements septentrionaux, la police française leur appliquant le qualificatif de« terroristes ».
Cette répression s'est aussi traduite par des déportations de mineurs polonais pour aller travailler en Allemagne. Entre 1942 et 1943 dans le département du Nord, leurs effectifs ont chuté de moitié, leurs têtes étant mises à prix, sur fond également de passage clandestin de responsables communistes polonais vers le Sud de la France, pour créer entre 1942 et 1943, d'autres unités de combat polonaises des FTP-MOI, ainsi que vers la région parisienne, où les Polonais transférés du Nord-Pas-de-Calais seront au tout début à la direction des FTP-MOI. D'autres Résistants polonais de France ont été aussi transférés secrètement par les réseaux résistants vers les territoires polonais occupés par les Allemands, afin de renforcer les cadres du Parti ouvrier polonais (Polska Partia Robotnicza) et sa branche militaire, la Garde populaire (Gwardia Ludowa), au moment où elle s'est constituée.
En raison de ces nombreux départs, les postes de responsabilité des « trios » de la FTP-MOI furent même parfois vacants, y compris dans le bassin minier du Nord-Pas-de-Calais, doté du plus grand réservoir de militants, problèmes surmontés seulement au cours second semestre 1943. Par ailleurs, après la guerre, de nombreux mineurs communistes polonais et ex-Résistants du Nord-Pas-de-Calais participeront à la Reemigracja, pour reconstruire leur pays d'origine, devenu communiste.
Les groupes de FTP-MOI sont créés en région parisienne, en même temps que les FTP, puis mis en place en avril-mai 1942 par Boris Holban et les cadres de la Main-d'œuvre immigrée avec aussi des ashkénazes jetés dans la clandestinité par le régime de Vichy et des sympathisants ne faisant pas toujours partie du PCF, des réfugiés ayant fui avant guerre le régime fasciste de Mussolini, des rescapés du génocide arménien, et d'anciens brigadistes espagnols, ou bien leurs fils et filles, moins exposés car encore célibataires et proches des Jeunesses communistes. Ces résistants défendent Paris, Lyon, Grenoble, ou encore Toulouse .
Bien qu'intégrés aux FTP, ces groupes dépendent directement de Jacques Duclos, numéro deux du PCF, qui, dans la mesure où les communications le permettent, leur transmet les ordres venus de l'Internationale communiste, dont le siège est à Moscou.
Les FTP-MOI compteront parmi les groupes de résistance les plus actifs et les plus déterminés, notamment parce qu'ils sont en tant qu'étrangers, et juifs pour beaucoup, directement visés par les lois sur le statut des Juifs du régime de Vichy, qui ne leur laisse le choix que de la clandestinité ou de l'internement, suivi de la déportation. Parce qu'ils dépendent directement du Komintern, par l'intermédiaire de Jacques Duclos, on a souvent pensé que ce sont eux que l'on envoie en première ligne lorsque vient l'ordre de Moscou d'intensifier le combat, alors que les groupes français sont beaucoup plus insérés dans une dynamique nationale. Ils ne s'attaqueront jamais qu'à des cibles militaires, des fournisseurs collaborant directement avec la Wehrmacht ou de présumés traîtres.
À partir de fin 1942, les FTP-MOI mènent en moyenne un fait d'armes tous les deux jours. Les combattants clandestins reçoivent un peu d'argent, toujours insuffisamment, pour se cacher et survivre entre deux opérations. La logistique nécessaire n'aurait jamais pu être fournie sans le soutien d'un milieu sympathisant. Soutenue dans un premier temps par la France libre, l'action des FTP-MOI, parce qu'elle entraîne des représailles et l'exécution d'otages, est très vite désavouée, dans le cadre de rivalités politiques, tant par Marcel Cachin que par Charles de Gaulle, si bien qu'elle sera privée par Winston Churchill de livraisons d'armes. C'est ce désaveu que tentera d'exploiter le régime de Vichy en février 1944 en commandant au Comité d’action antibolchévique la campagne de propagande de l'Affiche rouge, qui aura au contraire pour effet de créer un mythe des partisans, alors que l'effectif de ceux-ci, cumulé sur l'ensemble de la période, n'aura pas dépassé trois cents.

## Structure des FTP-MOI
La direction des FTP-MOI de Paris est assurée par Boris Holban dit dit Olivier dit Roger, Karel Stefka dit Carol, Joaquim Olaso Piera dit Emanuel, Boris Milev dit Charles, dit Gaby, Alik Neuer dit Jules, Joseph Davidovitch dit Albert, Missak Manouchian, dit Georges et Alfredo Terragni dit Secondo.
Ils sont composés de plusieurs détachements et équipes :
- 1er détachement composé d'une trentaine de Roumains.
- 2e détachement composé d'une quarantaine de juifs et dont le responsable technique est Gilbert Weissberg[13].
- 3e détachement composé d'une quarantaine d'Italiens.
- 4e détachement, mixte, composé de roumains, de Bulgares, de Tchèques, d'Hongrois, d'Espagnols, etc.
- Le détachement des dérailleurs, une trentaine d'hommes.
- L'équipe spéciale, chargée de repérer et d’éliminer des personnalités composée d'une dizaine d'hommes[14].
- L'équipe de renseignements composée d'une vingtaine de personnes.
- L'équipe médicale avec une dizaine de médecins.

Chaque cellule de combat comprenait un responsable militaire, un responsable politique et un responsable technique. Chaque détachement disposait d'un service technique équipé d'un laboratoire servant à préparer des engins pour les attaques.
Entre mars 1942 et novembre 1943 les FTP-MOI accomplirent un grand nombre d'attentats à Paris. Les résistants ayant commis les attentats ignoraient eux-mêmes quels en avaient été les effets. Les historiens restent extrêmement prudents pour évaluer les dégâts. Les documentaristes le sont parfois moins. Ainsi, dans le documentaire de Mosco Boucault Des terroristes à la retraite, on entend une voix off égrener les actions des FTP « 92 hôtels allemands attaqués à la bombe, 33 hôtels attaqués à la grenade, 15 bureaux de recrutement incendiés, 11 traîtres abattus, 125 camions militaires détruits, 31 formations militaires attaquées, 10 trains militaires attaqués ou déraillés ». Dans ce même documentaire Boris Holban, commissaire militaire des FTP-MOI jusqu'en août 1943 explique que le but de ces actions était de porter des coups à l'occupant, de harceler l'armée allemande afin de la démoraliser et de lui rendre la vie impossible à Paris en empêchant celle-ci de se transformer en ville de loisirs pour les Allemands.

### Les FTP-MOI en région parisienne
Dès la constitution des Francs-tireurs et partisans en avril 1942, il est décidé de mettre sur pied des FTP-MOI en région parisienne. Au plus fort des actions à Paris, 65 personnes, tous services confondus, en font partie. Les FTP-MOI de la région parisienne sont regroupés en quatre détachements dont trois à dominante nationale, le quatrième étant spécialisé dans les déraillements.
En juillet 1943, Missak Manouchian devient commissaire technique des FTP-MOI de Paris, dans une période qui lui semble difficile car "à partir de juin" 1943, les "instructions venues d'en haut sont devenues très rares", et que "le matériel fait défaut", même si les archives démentiront ce sentiment. 
Les FTP-MOI sont particulièrement connus à travers les épisodes du procès de vingt-trois membres du groupe Manouchian-Boczov-Rayman auquel participe Missak Manouchian. Ce dernier, versé aux FTP-MOI parisiens en février 1943, en avait été promu commissaire technique en juillet 1943, et le mois suivant, commissaire militaire en remplacement de Boris Holban, démis de ses fonctions pour raisons disciplinaires.
Le procès se déroule devant le tribunal militaire allemand du Grand-Paris, réuni à l'hôtel Continental à partir du 15 février 1944, dure entre deux et quatre jours, et après une délibération de trente-cinq minutes, s'achève par le verdict suivant :
- 23 accusés sont condamnés à mort : en l'absence de possibilité d'appel, 22 d'entre eux sont fusillés sans délai, le 21 février, à la forteresse du Mont-Valérien ; l'exécution d'Olga Bancic est suspendue pour supplément d'enquête. Rejugée le 10 mai 1944 à Stuttgart, elle est de nouveau condamnée à mort et immédiatement exécutée par décapitation.
- 1 accusé, Migratrice, est transféré devant une juridiction française.

### Région de Marseille, la Compagnie Marat
Hélène Taich, Henri de Marchi et Elie Amselem ont fait partie de ce groupe.
Des témoignages de résistants de la compagnie Marat ont été réunis par l'historien Grégoire Georges-Picot dans un livre publié par les Éditions Tirésias, L'innocence et la ruse. Des étrangers dans la Résistance en Provence 1940-1944 Paris, Éditions Tirésias, 2011.
Mala Kriegel, chirurgienne-dentiste et membre du groupe marseillais, est assassinée par l'armée allemande le 27 août 1944.

### Région Rhône-Alpes, Bataillon Carmagnole Liberté
Maurice Gurfinkiel, Joseph Halaunbrenner, Charles Lederman, Herbert Herz, Jacques Viktorovitch, Léon Landini, Simon Frid qui, évadé de Beaune-la-Rolande, rejoint sa sœur Rywka (Rosine) et son beau-frère à Lyon en août 1942 (Rosine s'était mariée à Francis Chapochnik en 1939), Elie Amselem, Max Tzwangue, Léon Rabinovitch, Léopold Rabinovitch, Salomon Mossovic (dit Petit Paul), Francis Chapochnik (né en 1920), Étienne Raczymow, Jacquot Szmulewicz, Jacques Mandelmilech (Sylvestre), Henri Krischer et Lazare Warszawski, Sylvestre Podklebnik sous le pseudonyme Fernand Pot, Jeanine Sontag, ont fait partie d'au moins un de ces deux groupes.
Michel Fey assume pendant une courte période la direction des opérations militaires des FTP-MOI marseillais, avant d’être envoyé en mai 1944 à Lyon, où il devient responsable régional pour le Rhône. Blessé et arrêté le 25 juillet 1944 près du parc de la Tête-d'Or, il disparaît.

#### Branche «Carmagnole» àLyon
Le 11 novembre 1942, Simon Frid et Francis Chapochnik (véritable prénom Nathan) couvrent Norbert Kugler (de), un ancien des Brigades internationales qui lance une grenade sur une colonne d'Allemands sur les quais de la Saône, mais elle explose dans un caniveau.
Le 29 mai 1943, à la suite d'une opération de récupération de tickets de rationnement à Lyon, Simon Frid est blessé et arrêté. Il est condamné à la peine de mort par la section spéciale de Lyon – un des tribunaux d'exception créés par Vichy –, puis guillotiné le 4 décembre à la prison Saint-Paul. Jacques Faure-Pinguely, vice-président de la section spéciale qui a condamné Simon Frid, est exécuté sur ordre de Norbert Kugler par Ignaz Krakus et Ezer Najman (Gilles) et un autre camarade, déguisés en agent de la Gestapo et en uniforme allemand.
Léopold Rabinovitch et son frère Léon sont arrêtés le 14 août et accusés d'avoir participé à l'action. Ils sont condamnés à la réclusion à perpétuité. Elie Amselem et Max Tzwangue sont recherchés mais ne sont pas retrouvés.

#### Branche «Liberté» àGrenoble
Le 3 juillet 1944, le groupe de résistance d'une dizaine de personnes dirigé par Max Sulewicz (Gaby) fait irruption dans le garage cours Gambetta à Lyon, un commerce travaillant pour la Wehrmacht, au moment où les ouvriers sont en pause déjeuner. Un groupe fait le guet, tandis que l'autre, Jeanine Sontag (Jeannette), met des explosifs sous les camions. Jeannette tient le directeur en joue. On appelle la police qui encercle le bâtiment. Les autres résistants avec leurs chaussures en cuir atteignent le toit de la maison voisine sur une planche étroite, mais pas Jeanine, qui a des chaussures de bois brut, glissantes. Elle se blesse le pied dans la montée puis tombe, se blesse à la jambe et ne peut pas se relever. Elle donne son revolver à un camarade pour s'en débarrasser. Elle est la seule membre du groupe arrêtée par un Groupe mobile de réserve. Elle est donnée à la Gestapo. La jeune fille, sous sa fausse identité de Marie-Louise Beroujon, est interrogée, mais ne dit ni son identité réelle, ni aucune des nombreuses informations malgré la torture au siège de la place Bellecour ou dans la prison Montluc.
Le 20 août 1944, 120 détenus, dont Jeanine Sontag, sont amenés en autocar au fort de Côte-Lorette et massacrés par une équipe d'exécution de la Gestapo allemande sous les ordres de Klaus Barbie. Son corps, explosé à la dynamite, est retrouvé dans le charnier de Saint-Genis-Laval, brûlé, et identifié grâce à quelques parcelles de vêtements.
Sylvestre Podklebnik, après avoir été interné à Drancy le 20 août 1941 à l'âge de 16 ans, libéré le 6 novembre 1941 est entré dans la résistance à Lyon en janvier 1943. Muté aux FTP-F à Grenoble le 15 janvier 1943, il participe à l'attaque du château d'Uriage, base militaire de la Milice de la région. Le 5 mars 1944, il contribue au sabotage de la ligne Chambéry. Il participe à la libération de Grenoble et de Lyon.

#### Mémoire

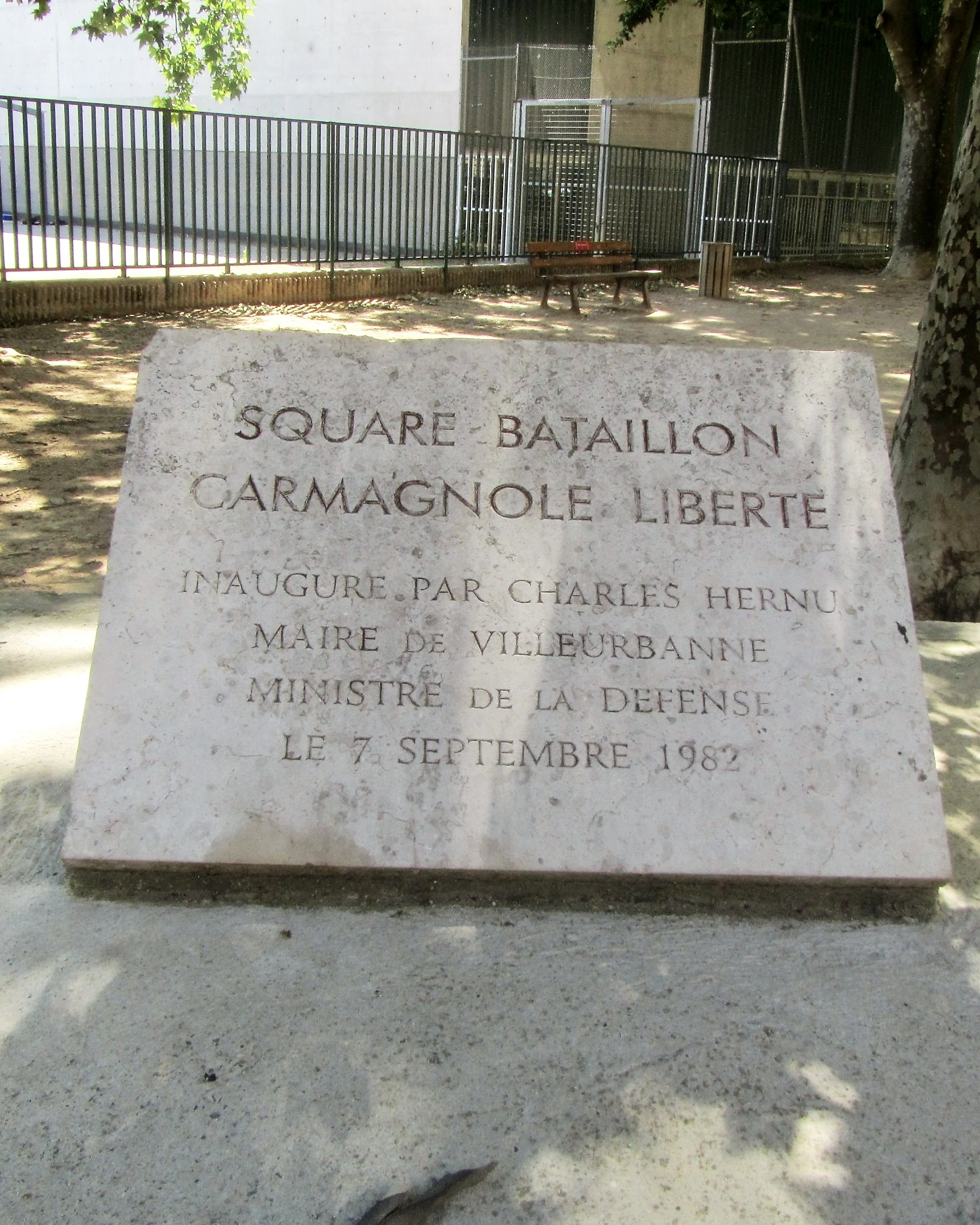
Plaque du square Bataillon Carmagnole Liberté à Villeurbanne.

Le Bataillon Carmagnole Liberté, longtemps occulté de la mémoire collective, doit attendre 1982 pour être honoré par une plaque dans un square de la ville de Villeurbanne à l'initiative de Charles Hernu, alors ministre de la Défense après la victoire de François Mitterrand à l'élection présidentielle de 1981.
Le témoignage de Léon Landini sert de fil conducteur au documentaire de Gilles Perret, Les Jours heureux en 2013, retraçant l'historique du programme du Conseil national de la Résistance qui « portait les espoirs de milliers de combattants de l'ombre » et devait donner naissance à la sécurité sociale, aux retraites par répartition, aux comités d'entreprises.
En 2024, Léon Landini, dernier survivant des combattants du Bataillon Carmagnole-Liberté et des FTP-MOI, assiste à la panthéonisation des époux Missak et Mélinée Manouchian le 21 février. Il est alors placé au premier rang, dans la Garde d’honneur, à côté d'un autre résistant, Robert Birenbaum,

### Région toulousaine, la «35ebrigade»
La 35e brigade doit son nom à la 35e division de mitrailleurs des Brigades internationales à laquelle appartenait Marcel Langer (Mendel), chef des Francs-Tireurs et Partisans - Main d'œuvre Immigrée (FTP-MOI) de la région toulousaine.
Arrêté avec des explosifs en février 1943, Marcel Langer est jugé par la section spéciale de la cour d'appel de Toulouse. L'avocat général Pierre Lespinasse réclame sa tête, et le 21 mars 1943, Marcel Langer est condamné à la peine de mort. La sanction est exécutée le 23 juillet à la prison Saint-Michel.
La 35e brigade devient alors la brigade « Marcel Langer ».
Le 3 mars 1944, est organisé un attentat à la bombe au cinéma les Variétés à Toulouse sous les ordres de Wiktor Bardach, lors de la projection de deux films de propagande nazie - Le Juif Süss et La Libre Amérique. Rosine Bet, Enzo Godeas et David Freiman sont chargés de le réaliser. La bombe est censée exploser entre les deux séances, en causant seulement des dégâts matériels. À la fin de la première séance, alors que le public commence à sortir, la bombe explose plus tôt que prévu dans les mains de David Freiman. David Freiman et un spectateur sont tués sur le coup. Enzo Godéas, grièvement blessé, parvient à sortir du cinéma mais il est immédiatement arrêté par la police. Rosine Bet est grièvement blessée aux jambes. Rosine et Enzo sont conduits à l’hôtel-Dieu et interrogés par la police française. Rosine est torturée pendant l'interrogatoire. Elle meurt deux jours après l'attentat des suites de ses blessures à l'hôpital de Purpan sans avoir parlé, sans même avoir révélé sa véritable identité ; elle est enterrée sous sa fausse identité, Paulette Cavérac.
Dix huit FTP-MOI sont arrêtés par la police de Vichy et livrés aux Allemands. Deux meurent dans le train qui les emmène en déportation. Quatre sont fusillés.
La brigade intégrait en nombre important des « guérilleros espagnols », réfugiés venus en France à la suite de la chute de la République espagnole, à la fin de la guerre civile espagnole en 1939.

### Section juive de la MOI, groupe Solidarité
La section juive de la MOI regroupe principalement les Juifs étrangers, jusqu'en 1943.
À partir d'avril 1943, elle est fondue dans l'Union des Juifs pour la résistance et l'entraide qui s'élargit aux Juifs français.

## Témoignage d'un FTP-MOI

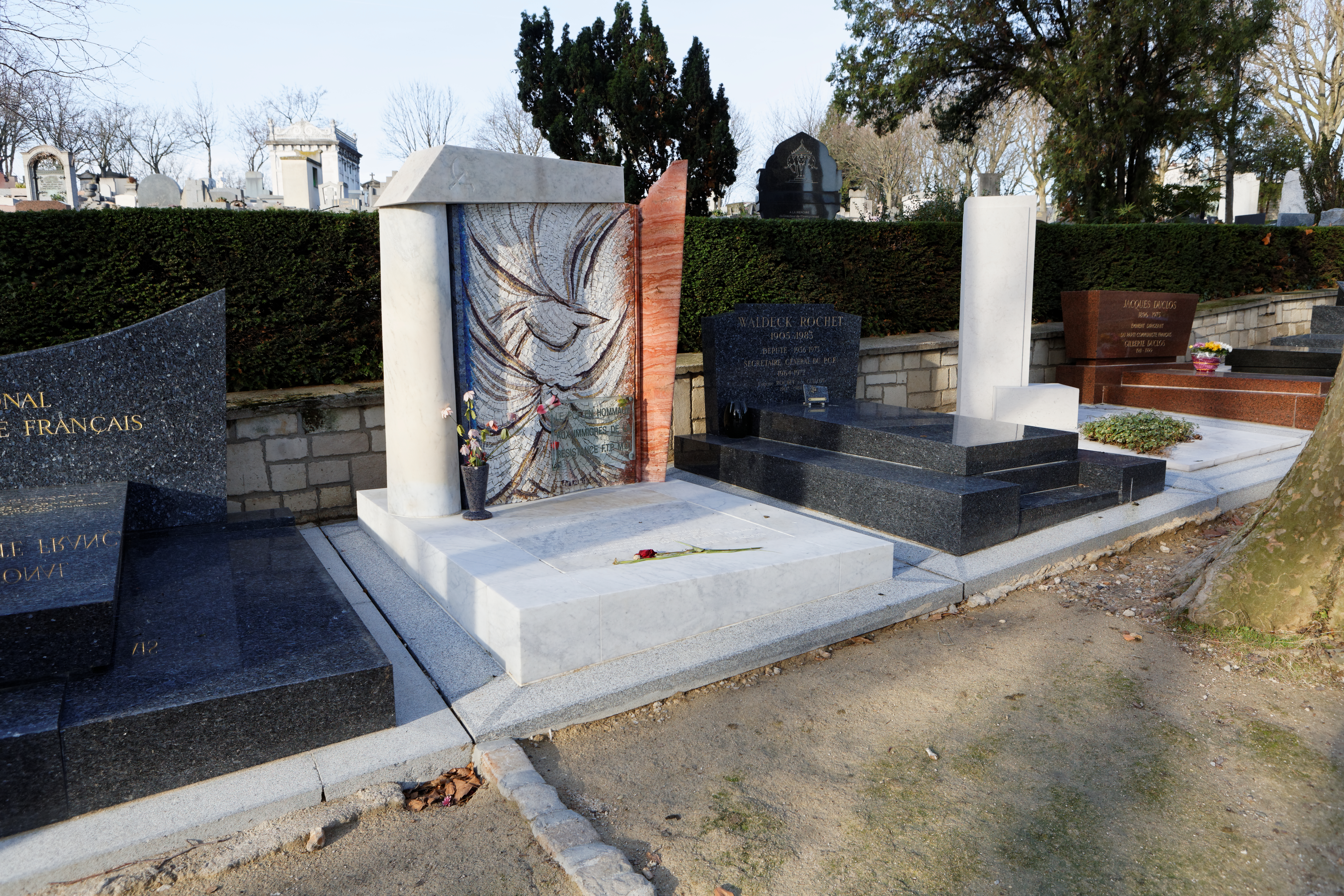
Cénotaphe des FTP-MOI inauguré le 20 mai 1989 près du Mur des Fédérés, au Père Lachaise, par Georges Marchais, secrétaire du PCF, et Mélinée Manouchian entourée de la direction du parti.

« Nous ne sommes pas des héros. Il ne faut pas croire que nous n'avions pas peur. Nous avons résisté parce que nous en avions la possibilité : pas de famille, pas de travail. Et parce que nous aimions la France. Elle nous avait adopté. Mais il faut imaginer dans quel état nous étions. Pour ma part, je ne mangeais pas. Je n'arrivais pas à avaler, j'avais comme une boule dans la gorge. Je ne dormais pas non plus et si, par épuisement, je finissais par sombrer, je ne faisais que des cauchemars. A la fin de la guerre, je faisais quarante kilos. »

— Arsène Tchakarian, un des jeunes « terroristes » de Manouchian.

## Filmographie
- L'Affiche rouge, de Frank Cassenti, 1976.
- Des terroristes à la retraite, documentaire de Mosco Boucault (réalisateur), 1985.
- Ni travail, ni famille, ni patrie - Journal d’une brigade FTP-MOÏ (1993) de Mosco Boucault (réalisateur), 92 min.
- Étrangers et nos frères pourtant - 2 × 26 min (1994),

première partie : « Liberté, guérilla urbaine à Lyon et Grenoble Francs-Tireurs et Partisans de la Main-d’œuvre Immigrée (FTP-MOI) »,
deuxième partie : « Carmagnole : l’insurrection de Villeurbanne ».
Le titre est tiré de la chanson L'affiche rouge (Paroles : Louis Aragon ; Musique : Léo Ferré, Maurice Vandair).
- Une petite haine (2006), documentaire de Pierre Bayou, 62 min
- La Traque de l’Affiche Rouge (2007), documentaire de Jorge Amat avec Denis Peschanski.
- L'Armée du crime (2009) de Robert Guédiguian.
- Les FTP-MOI dans la Résistance (2013), documentaire de Mourad Laffitte et Laurence Karsznia, produit par Images contemporaines[34].

#### Institutions
- Main-d'œuvre immigrée
- Affiche rouge
- Résistants polonais en France durant la seconde guerre mondiale
- Organisation spéciale
- Union des juifs pour la résistance et l'entraide
- Liste de résistants
- Brigades spéciales

#### Personnes
- Cécile Cerf
- Ildo Stanzani
- Simon Cukier
- César Covo
- Rudolf Larysz
- Jan Rutkowski
- Stefan Franciszczak